# ハルツーム
ハルツーム（ハルトゥーム、英語: Khartoum、アラビア語: الخرطوم al-Kharṭūm, アル＝ハルトゥーム、意味:象の鼻）は、スーダンの首都。人口は2013年時点で約2,630,000人。2010年の都市的地域の人口は518万人であり、世界第58位、アフリカでは第5位である。

## 概要
人口規模は100万を超えるが、近隣の北ハルツーム(الخرطوم بحري al-kharṭūm baḥrī)とオムドゥルマン（أم درمان ’umm durmān)(西郊）とで都市圏を形成しており、合わせて400万以上の居住者がいる。人口増加が著しく、	2025年に794万人、2050年に1600万人、2075年に3068万人、2100年の人口予測では5659万人を数える世界6位の超巨大都市となる予測が出ている。

## 歴史
1820年に、エジプトのムハンマド・アリー朝による支配の拠点として築かれた。ナイル航路の拠点となり、奴隷貿易の中継地として栄えた。
マフディー戦争では大英帝国のゴードン将軍が守備したハルツームをマフディー・ムハンマド・アフマドの軍が1884年3月13日から包囲し、1885年1月26日に陥落させた（ハルツーム包囲戦）。オムドゥルマンで1898年9月2日にマフディー軍はイギリス軍に敗れ、1万人以上が殺害された。
1998年8月7日、ナイロビ、ダルエスサラームのアメリカ大使館爆破事件でアルカーイダに関係して化学兵器を製造しているとされ、8月20日ハルツームのアッ＝シファーの製薬工場がアメリカにより巡航ミサイルで攻撃された。
2019年スーダンクーデターでは、市内などで発生したデモによりオマル・アル＝バシール政権が崩壊。同年、後を受けた軍事暫定政権に対しても民主化を求めるデモは続き、多数の死者、負傷者を出している。6月3日には治安部隊が座り込みを行っていたデモ隊を武力で強制排除し、100人以上の死者を出した（ハルツームの虐殺）。
2021年10月25日には、再び軍がクーデターを起こし、暫定政権の首相が軍に拘束された。ハルツーム市内では反軍政デモが盛んに行われるようになり、同年11月17日にはデモ隊に治安当局が発砲する事件が発生。14人が死亡、数十人が負傷した。
2023年4月に政府軍と準軍事組織RSF（即応支援部隊）による内戦が勃発して以降、ハルツームはRSFの統治下に置かれた。しかし2025年3月26日、主権評議会のアブドゥルファッターハ・ブルハーン議長は政府軍が奪還したと宣言した。

## 地理
ウガンダから流れる白ナイルと、エチオピアから流れる青ナイルの合流地点の南岸に位置する。ナイル川はここからエジプトを通り、北の地中海へ向かう。

## 気候
11月から5月までが乾期、7月・8月が雨期である。この2か月間で年間降水量160mmのほとんどを占める。最高気温平均は4月から6月は40℃を超え、53℃に達することがある。12月から2月は33℃を下回る。最低気温平均は5月から10月が25℃を超え、12月から2月は20℃を下回るが16℃までで、世界の主要都市で最も暑い。
| ハルツームの気候                              | ハルツームの気候 | ハルツームの気候 | ハルツームの気候 | ハルツームの気候 | ハルツームの気候 | ハルツームの気候 | ハルツームの気候 | ハルツームの気候 | ハルツームの気候 | ハルツームの気候 | ハルツームの気候 | ハルツームの気候 | ハルツームの気候 |
| 月                                            | 1月              | 2月              | 3月              | 4月              | 5月              | 6月              | 7月              | 8月              | 9月              | 10月             | 11月             | 12月             | 年               |
| --------------------------------------------- | ---------------- | ---------------- | ---------------- | ---------------- | ---------------- | ---------------- | ---------------- | ---------------- | ---------------- | ---------------- | ---------------- | ---------------- | ---------------- |
| 平均最高気温 °C （°F）                        | 29.8 (85.6)      | 33.0 (91.4)      | 36.8 (98.2)      | 40.1 (104.2)     | 41.9 (107.4)     | 41.3 (106.3)     | 38.4 (101.1)     | 37.3 (99.1)      | 39.1 (102.4)     | 39.3 (102.7)     | 35.2 (95.4)      | 31.8 (89.2)      | 37 (98.58)       |
| 平均最低気温 °C （°F）                        | 15.6 (60.1)      | 17.0 (62.6)      | 20.5 (68.9)      | 23.6 (74.5)      | 27.1 (80.8)      | 27.3 (81.1)      | 25.9 (78.6)      | 25.3 (77.5)      | 26.0 (78.8)      | 25.5 (77.9)      | 21.0 (69.8)      | 17.1 (62.8)      | 22.66 (72.78)    |
| 降水量 mm （inch）                            | 0 (0)            | 0 (0)            | 0 (0)            | 0 (0)            | .4 (0.016)       | 4.0 (0.157)      | 46.3 (1.823)     | 75.2 (2.961)     | 25.4 (1)         | 4.8 (0.189)      | .7 (0.028)       | 0 (0)            | 156.8 (6.174)    |
| 平均降水日数 （≥0.1 mm）                      | 0                | 0                | .1               | .1               | .9               | 1.2              | 4.8              | 4.8              | 3.2              | 1.2              | 0                | 0                | 16.3             |
| % 湿度                                        | 27               | 22               | 17               | 16               | 19               | 28               | 43               | 49               | 40               | 28               | 27               | 30               | 28.8             |
| 平均月間日照時間                              | 341              | 311              | 310              | 330              | 300              | 300              | 279              | 279              | 300              | 310              | 330              | 341              | 3,731            |
| 出典1：World Meteorological Organisation (UN) |                  |                  |                  |                  |                  |                  |                  |                  |                  |                  |                  |                  |                  |
| 出典2：BBC Weather                            |                  |                  |                  |                  |                  |                  |                  |                  |                  |                  |                  |                  |                  |

## 経済
ハルツームはスーダンにおいて突出した大都市であり、政治・経済をはじめとしてあらゆる施設が集中している。
1990年代にスーダン国内の油田開発が活発になり、非メジャー石油企業の進出が目立つようになった。ハルツーム北部に建設された精油所は、紅海に面したポートスーダンとパイプラインで結ばれており、同国の重要な経済施設となっている。南北和平協定により国内最大の開発事業が進み、ホテルや橋が建設された。その他、印刷・ガラス製造・食品加工・繊維などの産業がある。東南アジア企業の進出を受け、通信サービスも発達してきた。

## 交通

### 鉄道
内戦と経済制裁で鉄道は老朽化していたが、中国から供与された近代的な車両がポートスーダンとの間を運行している。

### 空港
- ハルツーム国際空港

## 教育
- ハルツーム大学（1902年創立）

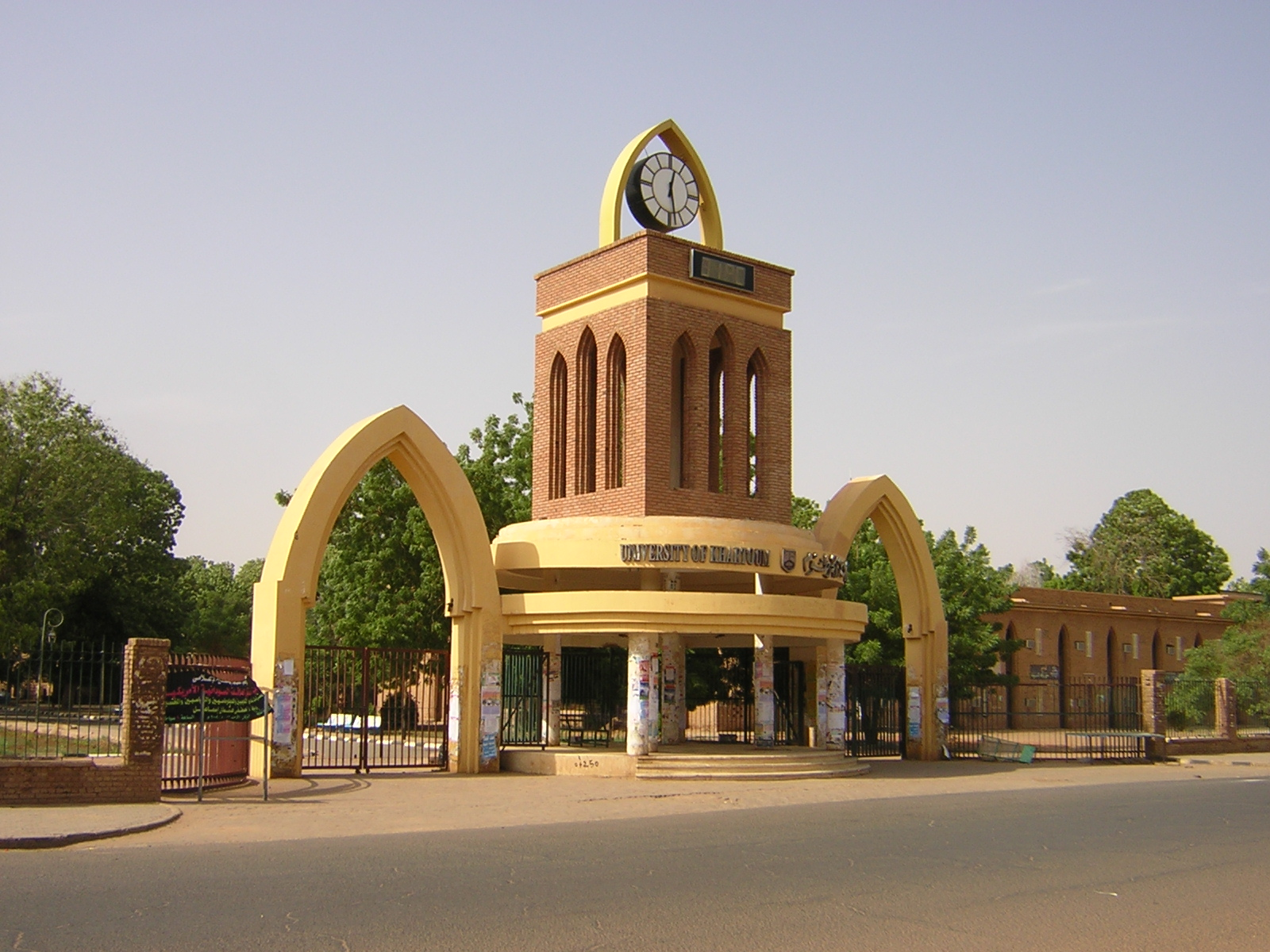
ハルツーム大学

- ジュバ大学（ジュバより移転、現在一部ジュバに復帰）
- スーダン科学工科大学（1932年創立）

## スポーツ
ハルツームには複数のサッカークラブがある。
- Al Khartoum SC
- Al Ahli SC

## 姉妹都市
- アンマン、ヨルダン
- カイロ、エジプト
- イスタンブール、トルコ
- アンカラ、トルコ
- サンクトペテルブルク、ロシア
- 武漢市、中国
- アスマラ、エリトリア
- オムドゥルマン、スーダン